# Državna cesta D8
Die Državna cesta D8 (kroatisch für ,Nationalstraße D8‘) ist mit 655 km die längste kroatische Nationalstraße und führt von der slowenischen Grenze bei Pasjak nach Süden und ab Matulji entlang der Adriaküste bis an die montenegrinische Grenze bei Karasovići. Die D8 ist der mit Abstand längste Teil der Adriatischen Küstenstraße (Jadranska Magistrala).

## Streckenverlauf
Ab der Grenze nach Slowenien führt die Strecke über Rijeka, Senj, Zadar, Šibenik, Split, Ploče und Dubrovnik bis zur Grenze nach Montenegro.
Auf den Abschnitten Kraljevica–Senj (44 km), Makarska–Klek (82 km) und Slano–Gruda (94 km) ist die D8 Teil der E65.
Die Straße überquerte früher am Neum-Korridor die Grenze zu Bosnien und Herzegowina zwei Mal. Mit der Eröffnung der Pelješac-Brücke 2022 kann dieser Bereich nun über die Pelješac-Halbinsel umfahren werden, wodurch sich die Gesamtstrecke zwar um 3 km verlängert hat, die zeitaufwändigen Grenzabfertigungen aber entfallen sind, sodass der südliche Teil Kroatiens auf der Straße nunmehr leichter und schneller erreichbar ist.

## Ausbau
Die D8 ist fast durchgängig zweispurig und nur auf einem kurzen Abschnitt vierspurig ausgebaut, dem Teilstück von Trogir nach Split und im gesamten Stadtgebiet von Split. Der Ausbau des Abschnitts von Split nach Omiš ist zurzeit in Planung.
Im Raum Rijeka führt die A7 und im Raum Zadar die A1 weitgehend parallel zur D8, sodass der überregionale Verkehr dort eine leistungsfähige Alternative hat.